# Fabrice Robert
Pour les articles homonymes, voir Robert.
Fabrice Robert, né le 28 octobre 1971 à Orléans, est un militant politique français, responsable du Bloc identitaire, devenu Les Identitaires.

## Biographie

### Origines et formation
Il est fils de militaire. Après avoir suivi des études de science politique, il obtient une maîtrise en histoire à l'université Nice-Sophia-Antipolis.

### Militantisme politique
À ses débuts, il milite dans des mouvements politiques nationalistes-révolutionnaires tels que Troisième Voie ou encore Unité radicale[réf. souhaitée]. Rédacteur et directeur de la publication de Jeune Résistance, il crée ensuite la revue ID magazine.
Qualifié de « fasciste pendant sa jeunesse » par le journaliste Philippe Broussard, il est condamné, en 1992, à un mois de prison avec sursis et 10 000 francs d’amende pour avoir distribué des tracs négationnistes à la sortie de lycées niçois,. Ce jugement est confirmé en janvier 1993,.
À ce propos, Fabrice Robert assume une évolution, précisant : « J'ai aussi été intéressé par la question sioniste, aujourd'hui on nous soupçonne d'être proches des sionistes. Sur ces éléments, il y a une rupture. Je ne suis plus intéressé par la question sioniste : c'est une solution de facilité, un aveu de faiblesse ». Il est maintenant une des grandes figures de la mouvance identitaire, qui s'oppose à toute forme d'antisémitisme et d'antisionisme. En 2013, après avoir fait condamner Bernard-Henri Lévy, il déclare : « il est tout de même piquant de faire condamner celui qui prétendait vouloir « défendre l’honneur des musulmans » en France alors que, dans le même temps, celui qui a contribué à installer la charia en Libye est persona non grata à Tripoli parce qu'il est juif ».
En 1995, il est élu conseiller municipal du Front national à La Courneuve. Il rejoint ensuite le Mouvement national républicain.
Il fonde le site internet Novopress au milieu des années 2000.
Jugeant le FN et le MNR trop timorés, il fonde en 2003 le Bloc identitaire, qu'il préside. Le mouvement devient Les Identitaires en 2016,.
En août 2005, il est condamné à cinq mille euros d'amende, dont 3 500 avec sursis, et 1 500 euros de dommages et intérêts pour injure et diffamation contre un proviseur de lycée de Toul.
Avec Christine Tasin et Pierre Cassen, rédacteur en chef de Riposte laïque, il organise, le 18 décembre 2010 à Paris, les « assises de l'islamisation ». Cette initiative intervient après qu'il a rassemblé 800 personnes pour un « apéro saucisson pinard » le 18 juin de la même année place Charles-de-Gaulle ; ce rassemblement était initialement prévu quartier de la Goutte-d'Or, à forte concentration musulmane, mais la préfecture de police de Paris a invoqué de possibles troubles à l'ordre public pour le faire interdire,,.
En 2014, il organise les Assises de la remigration sous l'égide du BI.

### Engagement culturel
Outre son activité journalistique, il est à l'origine de Fraction Hexagone, un groupe de rock identitaire dont il a été bassiste,.

## Publication
- Avec Pierre Cassen et Christine Tasin, Apéro saucisson pinard : entretiens avec André Bercoff, éditions Xenia, 2010  (ISBN 978-2-88892-148-6).